# Harry Beckett
Harold Winston Beckett (nacido el 30 de mayo de 1935 – muerto el 22 de julio de 2010) fue un trompetista y fliscorno británico de origen barbadense.

## Biografía
Nació en Bridgetown, Saint Michael, Barbados y aprendió a tocar música en una banda del Ejército de Salvación. Residente en el Reino Unido desde 1954, tenía reputación internacional. Jugó con Charles Mingus en la película de 1962 All Night Long. En la década de 1960, trabajó y grabó dentro de la banda del bajista y compositor Graham Collier. A partir de 1970, Beckett dirigió sus propios grupos, grabando para Philips, RCA y Ogun Records, entre otros.
Fue una figura clave en grupos importantes de la escena británica de free jazz, incluidos Ian Carr, Brotherhood of Breath y The Dedication Orchestra, London Jazz Composers Orchestra, John Surman, Django Bates, el quinteto de Ronnie Scott, Kathy Stobart, Charlie Watts, y el octeto de Stan Tracey; El Ninesense de Elton Dean. También grabó con Keef Hartley, Jah Wobble, David Sylvian y David Murray. Realizó una gira por el extranjero con Johnny Dyani, Chris McGregor, Keith Tippett, John Tchicai, Joachim Kühn, Zila de Dudu Pukwana, Bands de George Gruntz, el quinteto belga The Wrong Object, New Jungle Band de Pierre Dørge y Robert de Annie Whitehead.
Su álbum de dub, "The Modern Sound of Harry Beckett", fue producido por el famoso productor británico Adrian Sherwood y lanzado en On-U Sound a finales de 2008.
En 1972, ganó el premio del semanario Melody Maker al "Mejor trompetista de Gran Bretaña". También fue miembro de la Orquesta Nacional de Jazz entre 1997 y 2000.
Beckett murió el 22 de julio de 2010 tras un derrame cerebral.

## Discografía
| Artista o grupo                                                                            | Título | Sello discográfico          | Fecha de grabación                               | Año de lanzamiento |
| ------------------------------------------------------------------------------------------ | --- | --------------------------- | ------------------------------------------------ | ------------------ |
| Charles Mingus                                                                             | Session following filming All Night Long                                                                         | Private Acetate             | 01/01/61                                         | 1962               |
| West African Rhythm Brothers                                                               | Various singles                                                                                                  | Melodisc                    | 01/01/63                                         | 1963               |
| Nigerian Union Rhythm Group                                                                | | Melodisc                    | 01/01/66                                         | 1966               |
| Ambrose Campbell                                                                           | High Life Today                                                                                                  | Columbia Lansdowne          | 01/01/66                                         | 1966               |
| The Graham Collier Septet                                                                  | Deep Dark Blue Centre                                                                                            | Deram                       | 24/01/67                                         | 1967               |
| Herbie Goins & The Night-Timers                                                            | No.1 In Your Heart                                                                                               | Parlophone                  | 01/07/67                                         | 1967               |
| Herbie Goins & The Night-Timers                                                            | Soultime! (Compilation)                                                                                          | See For Miles               |                                                  | 1992               |
| John Surman, Alan Skidmore, Tony Oxley                                                     | Jazz In Britain '68–'69                                                                                          | Decca Eclipse               | 01/03/69                                         | 1972               |
| Small Faces                                                                                | Ogdens' Nut Gone Flake                                                                                           | Immediate                   | 01/01/68                                         | 1968               |
| Graham Collier                                                                             | Workpoints | Cuneiform                   | 16/03/68                                         | 2005               |
| John Surman                                                                                | John Surman (Anglo-Sax in the US)                                                                                | Deram                       | 14/08/68                                         | 1969               |
| The New Jazz Orchestra                                                                     | Le Déjeuner Sur L'Herbe                                                                                          | Verve                       | 01/09/68                                         | 1969               |
| Ray Russell Quartet                                                                        | Dragon Hill | CBS Realm                   | 01/01/69                                         | 1969               |
| Michelin Commercial Theme                                                                  | |                             | 01/01/69                                         | 1969               |
| Keef Hartley Band                                                                          | The Battle of North West Six                                                                                     | Deram                       | 01/01/69                                         | 1969               |
| Varios                                                                                     | Wowie Zowie! The World of Progressive Music (includes "Not Foolish, Not Wise" from The Battle Of North West Six) | Decca                       | 01/01/69                                         | 1969               |
| Graham Collier Sextet                                                                      | Down Another Road                                                                                                | Fontana                     | 21/03/69                                         | 1969               |
| Joe Harriott                                                                               | Journey (Extra track: "In a Sentimental Mood" with Stan Tracey Big Band)                                         | Moonlight Tunes             | 18/04/69                                         | 2011               |
| Jack Bruce                                                                                 | Songs for a Tailor                                                                                               | Polydor                     | 20/05/69                                         | 1969               |
| Manfred Mann Chapter Three                                                                 | Manfred Mann Chapter Three                                                                                       | Vertigo                     | 01/06/69                                         | 1969               |
| Keef Hartley Band                                                                          | Halfbreed | Deram                       | 01/06/69                                         | 1969               |
| Alexis Korner                                                                              | Both Sides | Metronome (Germany)         | 23/09/69                                         | 1970               |
| Galliard                                                                                   | New Dawn | Deram                       | 13/12/69                                         | 1970               |
| Mike Osborne                                                                               | Outback | Turtle                      | 01/01/70                                         | 1970               |
| Bob Downes Open Music                                                                      | Electric City | Vertigo                     | 01/01/70                                         | 1970               |
| Ray Russell's Rock Workshop                                                                | Rock Workshop | CBS                         | 01/01/70                                         | 1970               |
| Manfred Mann Chapter Three                                                                 | Volume Two | Vertigo                     | 01/01/70                                         | 1970               |
| John Surman                                                                                | How Many Clouds Can You See?                                                                                     | Deram                       | 01/03/70                                         | 1970               |
| Ray Russell's Rock Workshop                                                                | The Very Last Time                                                                                               | CBS                         | 04/04/70                                         | 1971               |
| C.C.S.                                                                                     | C.C.S. (First)                                                                                                   | RAK                         | 01/05/70                                         | 1970               |
| Neil Ardley's New Jazz Orchestra                                                           | Camden '70 | Dusk Fire                   | 26/05/70                                         | 2008               |
| Graham Collier Music                                                                       | Songs For My Father                                                                                              | Fontana                     | 01/06/70                                         | 1970               |
| Various, Andrew Lloyd Webber, Tim Rice                                                     | Jesus Christ Superstar                                                                                           | MCA                         | 01/06/70                                         | 1970               |
| Memphis Slim                                                                               | Blue Memphis | Barclay                     | 01/06/70                                         | 1970               |
| Colosseum                                                                                  | Daughter of Time                                                                                                 | Vertigo                     | 01/07/70                                         | 1970               |
| Harry Beckett                                                                              | Flare Up | Philips                     | 15/07/70                                         | 1970               |
| Ray Russell                                                                                | Rites And Rituals                                                                                                | CBS                         | 01/08/70                                         | 1971               |
| Keef Hartley Band                                                                          | Not Foolish Not Wise                                                                                             | Mooncrest Records           | 01/08/70                                         | 1999               |
| The Trio                                                                                   | Conflagration | Dawn                        | 01/11/70                                         | 1971               |
| Graham Collier Music                                                                       | The Alternate Mosaics                                                                                            | BGO                         | 12/12/70                                         | 2008               |
| Graham Collier Music Featuring Harry Beckett                                               | Mosaics | Philips                     | 12/12/70                                         | 1971               |
| Ian Carr with Nucleus                                                                      | Solar Plexus | Vertigo                     | 14/12/70                                         | 1971               |
| Michael Gibbs                                                                              | Tanglewood '63                                                                                                   | Deram                       | 23/12/70                                         | 1971               |
| Harry Beckett                                                                              | Warm Smiles | RCA Victor/Vocalion         | 01/01/71                                         | 1971               |
| Chris McGregor's Brotherhood of Breath                                                     | Brotherhood | RCA Neon                    | 01/01/71                                         | 1971               |
| Miller Anderson                                                                            | Bright City | Deram                       | 01/01/71                                         | 1971               |
| Faces                                                                                      | Long Player | Warner Brothers             | 01/01/71                                         | 1971               |
| Storyteller                                                                                | More Pages | Transatlantic               | 01/01/71                                         | 1971               |
| Chris McGregor's Brotherhood of Breath                                                     | Chris McGregor's Brotherhood of Breath                                                                           | RCA Neon                    | 09/01/71                                         | 1971               |
| Neil Ardley & The New Jazz Orchestra                                                       | On the Radio: BBC Sessions 1971                                                                                  | Dusk Fire                   | 25/01/71                                         | 2017               |
| John Surman/John Warren                                                                    | Tales of the Algonquin                                                                                           | Deram                       | 01/04/71                                         | 1971               |
| Ray Russell                                                                                | Live at the I.C.A.                                                                                               | RCA Victor                  | 11/06/71                                         | 1971               |
| The Keef Hartley Band                                                                      | Little Big Band                                                                                                  | Deram                       | 13/06/71                                         | 1971               |
| Oliver Nelson                                                                              | Swiss Suite | Flying Dutchman             | 16/06/71                                         | 1972               |
| Chris McGregor's Brotherhood of Breath                                                     | Bremen to Bridgwater                                                                                             | Cuneiform                   | 20/06/71                                         | 2004               |
| Neil Ardley                                                                                | A Symphony of Amaranths                                                                                          | Regal Zonophone             | 23/06/71                                         | 1971               |
| Mike Westbrook Orchestra                                                                   | Metropolis | RCA Neon                    | 03/08/71                                         | 1971               |
| The Running Man                                                                            | The Running Man                                                                                                  | RCA Neon                    | 15/10/71                                         | 1972               |
| Chris McGregor's Brotherhood Of Breath                                                     | Eclipse at Dawn                                                                                                  | Cuneiform                   | 04/11/71                                         | 2008               |
| Alexis Korner                                                                              | Bootleg Him! | RAK                         | 01/05/70                                         | 1972               |
| Harry Beckett's S & R Powerhouse Sections                                                  | Themes for Fega                                                                                                  | RCA Victor/Vocalion         | 04/02/72                                         | 1972               |
| Coulson, Dean, McGuinness, Flint                                                           | Lo & Behold | DJM                         | 01/03/72                                         | 1972               |
| Barry Guy/London Jazz Composers' Orchestra                                                 | Ode | Incus                       | 22/04/72                                         | 1972               |
| The Mike Gibbs Band                                                                        | Just Ahead | Polydor                     | 31/05/72                                         | 1972               |
| Various (Chris McGregor's Brotherhood of Breath)                                           | International New Jazz Meeting Burg Altena 1972–1973                                                             | B. Free                     | 24/06/72                                         | 2016               |
| Alan Cohen Band                                                                            | Duke Ellington's Black Brown & Beige                                                                             | Argo                        | 19/10/72                                         | 1973               |
| London Jazz Composers Orchestra                                                            | Ode | Auditorium                  | 22/10/72                                         | 2005               |
| Chris McGregor's Brotherhood of Breath                                                     | Live at Willisau                                                                                                 | Ogun                        | 27/01/73                                         | 1974               |
| C.C.S.                                                                                     | The Best Band in the Land                                                                                        | RAK                         | 01/01/73                                         | 1973               |
| Scaffold                                                                                   | Fresh Liver | Island                      | 01/01/73                                         | 1973               |
| Jaki Whitren                                                                               | Raw but Tender                                                                                                   | Epic                        | 01/01/73                                         | 1973               |
| Ray Russell                                                                                | Secret Asylum | Black Lion                  | 01/01/73                                         | 1973               |
| Chris McGregor's Brotherhood of Breath                                                     | Travelling Somewhere                                                                                             | Cuneiform                   | 19/01/73                                         | 2001               |
| Alexis Korner                                                                              | Alexis Korner | Polydor (Germany)           | 01/01/73                                         | 1974               |
| Giorgio Gaslini                                                                            | L'Integrale - Antologia Cronologica - CD N°7 (1973), CD N°8 (1973–74)                                            | Soul Note                   | 13/10/73                                         | 2008               |
| Giorgio Gaslini & Jean-Luc Ponty                                                           | Fabbrica Occupata                                                                                                | Produttori Associati        | 27/10/73                                         | 1974               |
| Sharon Forrester                                                                           | Sharon | Ashanti                     | 01/01/74                                         | 1974               |
| Harry Beckett                                                                              | Joy Unlimited | Cadillac                    | 12/03/74                                         | 1975               |
| Graham Collier Music                                                                       | Darius | Mosaic                      | 13/03/74                                         | 1974               |
| Harry Beckett                                                                              | Still Happy | My Only Desire              | 11/08/74                                         | 2016               |
| Graham Collier with Graham Collier Music                                                   | Jazz Illustrations                                                                                               | Cambridge University Press  | 01/01/75                                         | 1975               |
| Graham Collier with Graham Collier Music                                                   | Jazz Lecture Concert                                                                                             | Cambridge University Press  | 01/01/75                                         | 1975               |
| Bob Downes Open Music                                                                      | Hells Angels | Openian                     | 01/01/75                                         | 1975               |
| Various (including Graham Collier Music)                                                   | Trad Dads, Dirty Boppers and Free Fusioneers                                                                     | Reel Recordings             | 01/01/75                                         | 2012               |
| Eddy Grant                                                                                 | Eddy Grant | Torpedo                     | 01/01/75                                         | 1975               |
| Graham Collier Music                                                                       | Midnight Blue | Mosaic                      | 17/02/75                                         | 1975               |
| John Warren Bigband                                                                        | Live (Sparkasse Bremen, Sparkasse in Concert II / 76)                                                            | Sparkasse Bremen            | 21/06/75                                         | 1976               |
| Harry Beckett                                                                              | Memories of Bacares                                                                                              | Ogun                        | 25/11/75                                         | 1975               |
| Elton Dean's Ninesense                                                                     | Oh! For The Edge                                                                                                 | Ogun                        | 22/03/76                                         | 1976               |
| Graham Collier Music                                                                       | New Conditions                                                                                                   | Mosaic                      | 02/06/76                                         | 1976               |
| Graham Collier Music                                                                       | Symphony of Scorpions                                                                                            | Mosaic                      | 07/11/76                                         | 1977               |
| Stan Tracey Octet                                                                          | The Bracknell Connection                                                                                         | Steam                       | 29/11/76                                         | 1976               |
| Chris McGregor's Brotherhood of Breath                                                     | Procession | Ogun                        | 10/05/77                                         | 1978               |
| Harry Beckett's Joy Unlimited                                                              | Got It Made | Ogun                        | 13/07/77                                         | 1977               |
| Elton Dean's Ninesense                                                                     | Happy Daze | Ogun                        | 26/07/77                                         | 1977               |
| Stan Tracey Octet                                                                          | The Early Works                                                                                                  | ReSteamed                   | 17/09/77                                         | 2008               |
| The Jive Bureaux                                                                           | Stick It | Gull                        | 01/01/78                                         | 1978               |
| Alan Price                                                                                 | England My England                                                                                               | Jet                         | 01/01/78                                         | 1978               |
| Stan Tracey Octet                                                                          | Salisbury Suite                                                                                                  | Steam                       | 25/02/78                                         | 1978               |
| Graham Collier Music                                                                       | The Day of the Dead                                                                                              | Mosaic                      | 01/03/78                                         | 1978               |
| Elton Dean's Ninesense                                                                     | Live at the BBC                                                                                                  | Hux                         | 17/03/78                                         | 2003               |
| Kathy Stobart                                                                              | Arbeia | Spotlite                    | 28/03/78                                         | 1978               |
| Elton Dean's Ninesense                                                                     | The 100 Club Concert 1979                                                                                        | Reel Recordings             | 05/03/79                                         | 2012               |
| Barry Guy/London Jazz Composers Orchestra                                                  | Stringer | FMP                         | 01/03/80                                         | 1983               |
| Dudu Pukwana                                                                               | Sounds Zila | Jika                        | 16/01/81                                         | 1981               |
| Chris McGregor's Brotherhood Of Breath                                                     | Yes Please - Angoulème 1981                                                                                      | In And Out                  | 01/06/81                                         | 1981               |
| Elton Dean's Ninesense                                                                     | Ninesense Suite                                                                                                  | Jazzwerkstatt               | 20/06/81                                         | 2011               |
| Weekend                                                                                    | The View from Her Room (7" single)                                                                               | Rough Trade                 | 01/01/82                                         | 1982               |
| Beckett/Miller/Moholo                                                                      | Jazzwerkstatt Peitz No. 45                                                                                       | Jazzwerkstatt               | 24/04/82                                         | 2011               |
| Robert Wyatt                                                                               | Nothing Can Stop Us                                                                                              | Rough Trade                 | 01/06/82                                         | 1982               |
| Weekend                                                                                    | La Varieté | Rough Trade                 | 01/07/82                                         | 1982               |
| Trevor Bastow                                                                              | Sax Trax | JW Music Library            | 01/01/83                                         | 1983               |
| David Panton's One Music Orchestra                                                         | BBC Radio Three Jazz in Britain broadcast                                                                        | Private recording           | 27/06/93                                         | 1983               |
| Dudu Pukwana And Zila                                                                      | Life In Bracknell & Willisau                                                                                     | Jika                        | 03/07/83                                         | 1983               |
| Stan Tracey                                                                                | Stan Tracey Now                                                                                                  | Steam                       | 09/07/83                                         | 1983               |
| Albert Van Dam                                                                             | The Sentimental Touch                                                                                            | RCA                         | 01/01/84                                         | 1984               |
| Working Week                                                                               | Storm of Light (7" & 12" singles)                                                                                | Virgin/Paladin              | 01/05/84                                         | 1984               |
| David Panton Quintet                                                                       | Live at Nottingham Jazz                                                                                          | Panton Music                | 01/11/84                                         | 1984               |
| David Panton & Associates                                                                  | Standard Deviation                                                                                               | Panton Music                | 01/11/84                                         | 2016               |
| Harry Beckett                                                                              | Pictures of You                                                                                                  | Virgin                      | 01/01/85                                         | 1985               |
| Jah Wobble & Ollie Marland                                                                 | Neon Moon | Island                      | 01/01/85                                         | 1985               |
| Working Week                                                                               | Working Nights                                                                                                   | Virgin                      | 01/01/85                                         | 1985               |
| Working Week Featuring Jalal of the Last Poets & Julie Tippetts                            | Stella Marina (12" single)                                                                                       | Virgin                      | 01/01/85                                         | 1985               |
| Working Week                                                                               | Pay Check (US Compilation)                                                                                       | Virgin America              | 1984 - 1985                                      | 1988               |
| Elton Dean Quintet                                                                         | The Bologna Tapes                                                                                                | Ogun                        | 18/04/85                                         | 1985               |
| Johnny Dyani Quartet                                                                       | Angolian Cry | Steeplechase                | 23/07/85                                         | 1985               |
| Pierre Dørge & New Jungle Orchestra                                                        | Even the Moon Is Dancing                                                                                         | Steeplechase                | 30/07/85                                         | 1985               |
| Lysis                                                                                      | Superimpositions - IMProvised comPOSITIONS                                                                       | Soma                        | 01/01/86                                         | 1986               |
| David Defries                                                                              | The Secret City                                                                                                  | MMC                         | 01/01/86                                         | 1986               |
| Jah Wobble & Ollie Marland                                                                 | Tradewinds | Lago                        | 01/01/86                                         | 1986               |
| David Sylvian                                                                              | Gone to Earth | Virgin                      | 01/01/86                                         | 1986               |
| Dudu Pukwana                                                                               | Zila 86 | Jika                        | 01/01/86                                         | 1986               |
| Chris McGregor and the South African Exiles                                                | Thunderbolt | PAM                         | 01/01/86                                         | 1986               |
| The Charlie Watts Orchestra                                                                | Live at Fulham Town Hall                                                                                         | CBS                         | 23/03/86                                         | 1986               |
| Detail Plus – Ness                                                                         | Ness | Impetus                     | 01/07/86                                         | 1986               |
| Elton Dean Quintet                                                                         | Welcomet Live in Brazil 1986                                                                                     | Impetus (Vinyl) & Ogun (CD) | 01/01/87                                         | 1987               |
| Pulse!                                                                                     | Stormy Weather                                                                                                   | Spotlite                    | 12/07/86                                         | 1987               |
| Harry Beckett/Johnny Dyani/Chris McGregor/Marilyn Mazur                                    | Grandmothers Teaching                                                                                            | ITM                         | 01/01/87                                         | 1988               |
| Chris McGregor's Brotherhood of Breath                                                     | Country Cooking                                                                                                  | Virgin/Great Winds          | 01/01/87                                         | 1988               |
| Tom Mega                                                                                   | Backyards of Pleasure                                                                                            | ITM                         | 01/01/87                                         | 1988               |
| Jazz Warriors                                                                              | Out of Many, One People                                                                                          | Antilles                    | 13/03/87                                         | 1987               |
| Pierre Dørge & New Jungle Orchestra                                                        | Johnny Lives | Steeplechase                | 15/04/87                                         | 1987               |
| Harry Beckett                                                                              | Les Jardins du Casino                                                                                            | West Wind                   | 01/05/87                                         | 1993               |
| Harry Beckett – Courtney Pine                                                              | Live, Vol. 2 | West Wind                   | 20/05/87                                         | 1987               |
| Harry Beckett                                                                              | Bremen Concert                                                                                                   | West Wind                   | 23/05/87                                         | 1988               |
| John Stevens' Fast Colour                                                                  | Suite for Johnny Dyani                                                                                           | Loose Torque                | 05/08/88                                         | 2004               |
| U3 Klang                                                                                   | Jazz Goes Underground                                                                                            | West Wind                   | 28/08/88                                         | 1988               |
| Pierre Dørge & New Jungle Orchestra                                                        | Different Places - Different Bananas                                                                             | Olufsen                     | 08/01/88                                         | 1989               |
| Varios                                                                                     | Bandes Originales Du Journal De Spirou                                                                           | Nato                        | 01/01/89                                         | 1989               |
| Chris McGregor's Brotherhood of Breath - Archie Shepp                                      | En Concert A Banlieues Bleues                                                                                    | 52e Rue Est                 | 18/03/89                                         | 1989               |
| Anglo Italian Quartet                                                                      | Put It Right Mr. Smoothie                                                                                        | Spalsc(h)                   | 12/02/90                                         | 1991               |
| Harry Beckett & Pierre Dørge                                                               | Echoes Of... | Olufsen                     | 01/05/90                                         | 1990               |
| Pierre Dørge & New Jungle Orchestra                                                        | Live in Chicago                                                                                                  | Olufsen                     | 06/07/90                                         | 1991               |
| Jah Wobble's Invaders of the Heart                                                         | Rising Above Bedlam                                                                                              | Oval                        | 01/01/91                                         | 1991               |
| Vic Reeves                                                                                 | I Will Cure You                                                                                                  | Island                      | 01/01/91                                         | 1991               |
| Pierre Dørge's New Jungle Orchestra Featuring David Murray                                 | The Jazzpar Prize                                                                                                | Enja                        | 16/03/91                                         | 1992               |
| David Murray & Pierre Dorges New Jungle Orchestra (Take 1 of track from The Jazzpar Prize) | Jazzpar – All Winners 1990 – 2004                                                                                | Jazzkontakten               | 16/03/91                                         | 2005               |
| Harry Beckett's Flugelhorn 4 + 3                                                           | All Four One | Spotlite                    | 25/03/91                                         | 1991               |
| Joachim Kuhn                                                                               | Sometime Ago | Newedition                  | 09/04/91                                         | 2005               |
| Harry Beckett                                                                              | Passion and Possession                                                                                           | ITM                         | 23/04/91                                         | 1991               |
| Beckett – Levallet – Marsh                                                                 | Images of Clarity                                                                                                | Evidence                    | 01/01/92                                         | 1992               |
| Pierre Dørge & New Jungle Orchestra                                                        | Karawane | Olufsen                     | 01/01/92                                         | 1992               |
| Pierre Dørge & New Jungle Orchestra (one track from Karawane)                              | All That Jazz from Denmark 1993                                                                                  | DanDisc                     | 01/01/92                                         | 1993               |
| The Dedication Orchestra                                                                   | Spirits Rejoice                                                                                                  | Ogun                        | 02/01/92                                         | 1992               |
| Various                                                                                    | Moon of Roses | ITM                         | 26/09/93                                         | 1995               |
| Annie Whitehead and Rude (one track)                                                       | Takin' Off – Jazz from Britain in the Nineties                                                                   | Jazz on CD                  | Late 1993                                        | 1994               |
| Rude                                                                                       | This Is ... | Jazzprint                   | 01/01/94                                         | 1994               |
| Jah Wobble's Invaders of the Heart                                                         | Take Me to God                                                                                                   | Island                      | 01/01/94                                         | 1994               |
| Annie Whitehead's Rude (one track)                                                         | One Night Stands                                                                                                 | Blow the Fuse               | 01/01/94                                         |                    |
| The Dedication Orchestra                                                                   | Ixesha (Time) | Ogun                        | 03/01/94                                         | 1994               |
| 2 Badcard                                                                                  | Hustling Ability                                                                                                 | On-U Sound                  | 01/01/95                                         | 1995               |
| Anglo Italian Quartet                                                                      | Twice Upon a Time                                                                                                | Splasc(h)                   | 07/05/95                                         | 1995               |
| Harry Beckett                                                                              | Compared 2 What?                                                                                                 | Basic                       | 01/01/95                                         | 1996               |
| Gail Thompson                                                                              | Jazz Africa | Enja                        | 01/01/96                                         | 1996               |
| Bill Wells Octet                                                                           | Live '96 | CDR                         | 01/07/96                                         |                    |
| Jah Wobble's Invaders Of The Heart                                                         | The Celtic Poets                                                                                                 | 30 Hz                       | 01/01/97                                         | 1997               |
| Jah Wobble                                                                                 | Umbra Sumus | 30 Hz                       | 01/01/97                                         | 1998               |
| The Pendelbury Dream Team                                                                  | Fine and Mellow                                                                                                  | Pendlebury                  | 20/04/97                                         | 1997               |
| Jah Wobble Presents Zi Lan Liao                                                            | The Five Tone Dragon                                                                                             | 30 Hz                       | 01/01/98                                         | 1998               |
| Orchestre National De Jazz/Didier Levallet                                                 | ONJ Express | Evidence                    | 27/03/98                                         | 1998               |
| Jah Wobble & The Invaders of the Heart                                                     | Full Moon Over the Shopping Mall                                                                                 | 30 Hz                       | 01/01/99                                         | 1999               |
| Harry Beckett                                                                              | Tribute to Charles Mingus                                                                                        | Westway                     | 16/01/99 The Premises Studio, Hackney, London E2 |                    |
| Harry Beckett                                                                              | Before and After                                                                                                 | Spotlite                    | 25/02/99                                         | 2001               |
| Orchestre National De Jazz/Didier Levallet                                                 | Sequences | Evidence                    | 11/02/99                                         | 1999               |
| Various                                                                                    | Soupsongs Live – The Music of Robert Wyatt                                                                       | Jazzprint                   | 10/10/99                                         | 2002               |
| Orchestre National De Jazz/Didier Levallet                                                 | Deep Feelings | Evidence                    | 01/03/00                                         | 2000               |
| Ramon Lopez                                                                                | Duets 2 Rahsaan Roland Kirk                                                                                      | Leo Records                 | 17/07/00                                         |                    |
| London Improvisers Orchestra                                                               | The Hearing Continues…                                                                                           | Emanem                      | 04/09/00                                         | 2001               |
| Chris McGregor's Brotherhood of Breath                                                     | The Memorial Concert                                                                                             | ITM                         | 01/01/01                                         | 2001               |
| Temple of Sound & Rizwan-Muazzam Qawwali                                                   | People's Colony No I                                                                                             | Real World                  | 01/01/01                                         | 2001               |
| London Improvisers Orchestra                                                               | Freedom of the City 2001 – Large Groups                                                                          | Emanem                      | 06/05/01                                         | 2002               |
| Jah Wobble                                                                                 | Fly | 30 Hz                       | 01/01/02                                         | 2002               |
| London Improvisers Orchestra                                                               | Freedom of the City 2002                                                                                         | Emanem                      | 05/05/02                                         | 2003               |
| Paul Hazel                                                                                 | The Unexpected                                                                                                   | Flashlight                  | 28/05/02                                         | 2002               |
| Jah Wobble and Deep Space Five                                                             | Five Beat | 30 Hz                       | 01/01/03                                         | 2003               |
| Carol Grimes                                                                               | Mother | Irregular                   | 01/01/03                                         | 2003               |
| Adrian Sherwood                                                                            | Never Trust a Hippy                                                                                              | Real World                  | 24/02/03                                         | 2003               |
| London Improvisers Orchestra                                                               | London Responses, Reproduction & Reality: Freedom of the City 2003–4                                             | Emanem                      | 04/05/03                                         | 2005               |
| London Improvisers Orchestra                                                               | Improvisations for George Riste                                                                                  | psi                         | 06/07/03                                         | 2008               |
| Jürgen Wuchner Group Feat. Harry Beckett                                                   | Jürgen Wuchner Group Feat. Harry Beckett                                                                         | West Wind                   | 15/12/03                                         | 2004               |
| Jah Wobble                                                                                 | Elevator Music Volume 1A                                                                                         | 30 Hz                       | 01/01/04                                         | 2004               |
| On-U Sound                                                                                 | On-U Sound Live on Warsaw 2004                                                                                   | Not on Label                | 24/01/04                                         | 2004               |
| Jah Wobble                                                                                 | Mu | Trojan                      | 01/01/05                                         | 2005               |
| Junior Delgado                                                                             | The Ark of the Covenant (12")                                                                                    | Incredible Music            | 01/06/05                                         | 2005               |
| The Wrong Object                                                                           | & Guests Live 2005                                                                                               | CDR                         | 27/10/05                                         | 2005               |
| The Wrong Object Meets Harry Beckett                                                       | Another Time in Belgium                                                                                          | CDR                         | 27/10/05                                         | 2005               |
| Graham Collier                                                                             | Directing 14 Jackson Pollocks                                                                                    | Jazz Continuum              | 01/11/04                                         | 2009               |
| George Haslam, Richard Leigh Harris, Stefano Pastor, Harry Beckett, Steve Kershaw          | Holywell Session: Live In Oxford                                                                                 | Slam Productions            | 17/09/06                                         | 2007               |
| The Wrong Object                                                                           | Platform One | Jazzprint                   | 01/01/07                                         | 2007               |
| London Improvisers Orchestra/Glasgow Improvisers Orchestra                                 | Separately & Together                                                                                            | Emanem                      | 06/05/07                                         | 2008               |
| Harry Beckett                                                                              | The Modern Sound of Harry Beckett                                                                                | On-U Sound                  | 01/01/08                                         | 2008               |
| Jah Wobble                                                                                 | Car Ad Music | 30 Hz                       | 01/01/09                                         | 2009               |
| Duduvudu                                                                                   | The Gospel According to Dudu Pukwana                                                                             | Edgetone                    | 01/01/10                                         | 2014               |
| Harry Beckett                                                                              | Maxine (Compilation 1987–1995)                                                                                   | ITM                         | 1987 – 1995                                      | 2011               |